# Tropidoscincus
Tropidoscincus – rodzaj jaszczurek z podrodziny Eugongylinae w rodzinie scynkowatych (Scincidae).

## Zasięg występowania
Rodzaj obejmuje gatunki występujące w Nowej Kaledonii. 

## Systematyka

### Etymologia
Tropidoscincus: gr. τροπις tropis, τροπιδος tropidos „kil statku”; σκιγκος skinkos lub σκιγγος skingos „rodzaj jaszczurki, scynk”.

### Podział systematyczny
Do rodzaju należą następujące gatunki: 
- Tropidoscincus aubrianus
- Tropidoscincus boreus
- Tropidoscincus variabilis